# Cele șapte lămpi ale arhitecturii
Cele șapte lămpi ale arhitecturii este un eseu extins, publicat pentru prima dată în mai 1849, scris de criticul și teoreticianul de artă englez John Ruskin. „Lămpile” din titlu sunt principiile arhitecturii lui Ruskin, pe care le-a extins mai târziu în cele trei volume Pietrele Veneției. Într-o anumită măsură, aceste principii au codificat o parte din gândirea contemporană din spatele renașterii gotice. La momentul publicării sale, A. W. N. Pugin și alții au avansat deja ideile Renașterii și era bine în practică. Ruskin a oferit puține noutăți dezbaterii, dar cartea a ajutat la surprinderea și rezumarea gândurilor mișcării. „Cele șapte lămpi” s-au dovedit, de asemenea, un mare succes popular și au primit aprobarea eclesiologilor reprezentați de Cambridge Camden Society, care au criticat în publicația lor The Ecclesiologist erorile comise de arhitecții moderni în comisiile ecleziastice.

## „Lămpile”
Eseul a fost publicat sub formă de carte în mai 1849 și este structurat în opt capitole; o introducere și un capitol pentru fiecare dintre cele șapte „Lămpi”, care reprezintă cerințele pe care trebuie să le îndeplinească o bună arhitectură, exprimate ca direcții în care asocierea ideilor poate duce observatorul:
- Sacrificiul – dedicarea meșteșugului omului lui Dumnezeu, ca dovezi vizibile ale iubirii și ascultării omului
- Adevărul – afișare manuală și onestă a materialelor și structurii. Adevărul asupra materialelor și expunerea cinstită a construcției erau sinonime, deoarece Renașterea gotică serioasă se distanțase de capriciosul „Gothick” al secolului al XVIII-lea; fusese adesea elaborat de Pugin și alții.
- Puterea – clădirile ar trebui gândite în ceea ce privește masa lor și să ajungă la sublimitatea naturii prin acțiunea minții umane asupra lor și organizarea efortului fizic în construirea clădirilor.
- Frumusețea – aspirație către Dumnezeu exprimată în ornamentație extrasă din natură, creația sa.
- Viața – clădirile ar trebui făcute de mâna omului, astfel încât bucuria zidarilor și a cioplitorilor în piatră să fie asociată cu libertatea expresivă care le este oferită.
- Memoria – clădirile ar trebui să respecte cultura din care s-au dezvoltat.
- Obediența – fără originalitate de dragul ei, dar conformă cu cele mai bune dintre valorile engleze existente, exprimată în special prin goticul „English Early Decorated” ca cea mai sigură alegere de stil.